# Лісничка (пам'ятка природи)
Лісни́чка — ботанічна пам'ятка природи місцевого значення в Україні. Розташована в межах Вижницького району Чернівецької області, на південь від села Долішній Шепіт. 
Площа 5 га. Статус надано згідно з рішенням облвиконкому від 30.05.1979 року № 198. Перебуває у віданні ДП «Берегометське лісомисливське господарство» (Чемернарське л-во, кв. 33, вид. 9, кв. 34, вид. 15, кв. 35, вид. 8). 
Статус надано з метою збереження ділянки, де зростають рідкісні для Буковини рослини: любка дволиста, арніка гірська, билинець комарниковий, гронянка півмісяцева тощо. Всього понад 10 видів. Пам'ятка природи розташована на схилах однойменної гори в гірському масиві Покутсько-Буковинські Карпати.